# Farges-Allichamps
Farges-Allichamps is een gemeente in het Franse departement Cher (regio Centre-Val de Loire) en telt 216 inwoners (2005). De plaats maakt deel uit van het arrondissement Saint-Amand-Montrond.

## Geografie
De oppervlakte van Farges-Allichamps bedraagt 8,2 km², de bevolkingsdichtheid is 26,3 inwoners per km².
De onderstaande kaart toont de ligging van Farges-Allichamps met de belangrijkste infrastructuur en aangrenzende gemeenten.

## Demografie
Onderstaande figuur toont het verloop van het inwonertal (bron: INSEE-tellingen).